# Bezzia taeniata
Bezzia taeniata är en tvåvingeart som först beskrevs av Alexander Henry Haliday 1856.  Bezzia taeniata ingår i släktet Bezzia och familjen svidknott. Inga underarter finns listade i Catalogue of Life.